# Gonzalo Porras
Gonzalo Fabián Porras Burghi (ur. 31 stycznia 1984 w Montevideo) – urugwajski piłkarz występujący najczęściej na pozycji prawego pomocnika, obecnie zawodnik meksykańskiej Toluki.

## Kariera klubowa
Porras pochodzi ze stołecznego miasta Montevideo i profesjonalną karierę klubową rozpoczynał tamtejszym drugoligowym zespole Alianza, w którego seniorskiej drużynie występował przez półtora roku. Wiosną 2005 przeszedł do grającego w urugwajskiej Primera División klubu Liverpool de Montevideo. Tam spędził sześć miesięcy, po czym został graczem ekipy Juventud de Las Piedras z drugiej ligi. Po sezonie 2006/2007 awansował z nią do najwyższej klasy rozgrywkowej, natomiast rok później przeniósł się do stołecznego River Plate de Montevideo. Z ekipą River wziął udział w pierwszym międzynarodowym turnieju w swojej karierze – Copa Sudamericana 2008, gdzie jednak odpadł już po fazie wstępnej. Cały rok 2010 spędził na wypożyczeniu w jednym z najbardziej utytułowanych klubów w ojczyźnie – Danubio – gdzie mimo regularnej gry nie odniósł z zespołem żadnych sukcesów.
Wiosną 2012 Porras został ściągnięty przez swojego rodaka, trenera Wilsona Graniolattiego, do meksykańskiej ekipy Deportivo Toluca. W tamtejszej Primera División zadebiutował 22 stycznia 2012 w wygranym 2:1 spotkaniu z Tigres UANL.
| Sezon     | Klub                      | Kraj    | Rozgrywki        | Mecze | Bramki |
| --------- | ------------------------- | ------- | ---------------- | ----- | ------ |
| 2002      | Alianza de Montevideo     | Urugwaj | Segunda División | 7     | 0      |
| 2003      | Alianza de Montevideo     | Urugwaj | Segunda División | 22    | 2      |
| 2004      | Alianza de Montevideo     | Urugwaj | Segunda División | ?     | ?      |
| 2005      | Liverpool de Montevideo   | Urugwaj | Primera División | 7     | 0      |
| 2005/2006 | Juventud de Las Piedras   | Urugwaj | Segunda División | ?     | ?      |
| 2006/2007 | Juventud de Las Piedras   | Urugwaj | Segunda División | ?     | ?      |
| 2007/2008 | Juventud de Las Piedras   | Urugwaj | Primera División | 26    | 2      |
| 2008/2009 | River Plate de Montevideo | Urugwaj | Primera División | 19    | 0      |
| 2009/2010 | River Plate de Montevideo | Urugwaj | Primera División | 12    | 0      |
| 2009/2010 | Danubio FC                | Urugwaj | Primera División | 14    | 0      |
| 2010/2011 | Danubio FC                | Urugwaj | Primera División | 14    | 0      |
| 2010/2011 | River Plate de Montevideo | Urugwaj | Primera División | 13    | 0      |
| 2011/2012 | River Plate de Montevideo | Urugwaj | Primera División | 14    | 1      |
| 2011/2012 | Deportivo Toluca          | Meksyk  | Primera División |       |        |